# Pałac w Kruszynie (województwo dolnośląskie)
Pałac w Kruszynie (niem.  Schloss Groß Krauschen) – zabytkowy pałac w Kruszyn (województwo dolnośląskie)– wsi w Polsce, w powiecie bolesławieckim, w gminie Bolesławiec, na Pogórzu Kaczawskim w Sudetach, na pograniczu z Niziną Śląsko-Łużycką (Równiną Chojnowską).

## Opis
Pałac wybudowany w 1729 w miejscu dworu obronnego; przebudowany w 1854 przez Fryderyka Magnusa von Schlieffena (1796-1864), który ożenił się z Augustą von Schönberg. Nad portalem wejściowym z dwoma półkolumnami podtrzymującymi balkonem znajdują się herby von: Schlieffen i Schönberg z rokiem Anno 1779 w agrafie. Obiekt jest częścią zespołu pałacowego, w skład którego wchodzi jeszcze park krajobrazowy o powierzchni 5,3 ha z XVIII w., zmiany w XIX w. W parku znajdują się: grób ks. von Reuß oraz resztki pomnika poległych w wojnie francusko-pruskiej z 1870 r.
Od kilku lat obiekt jest własnością polsko-francuskiego małżeństwa, które przywróciło świetność budynkowi, parkowi i sąsiadującym zabudowaniom gospodarczym.

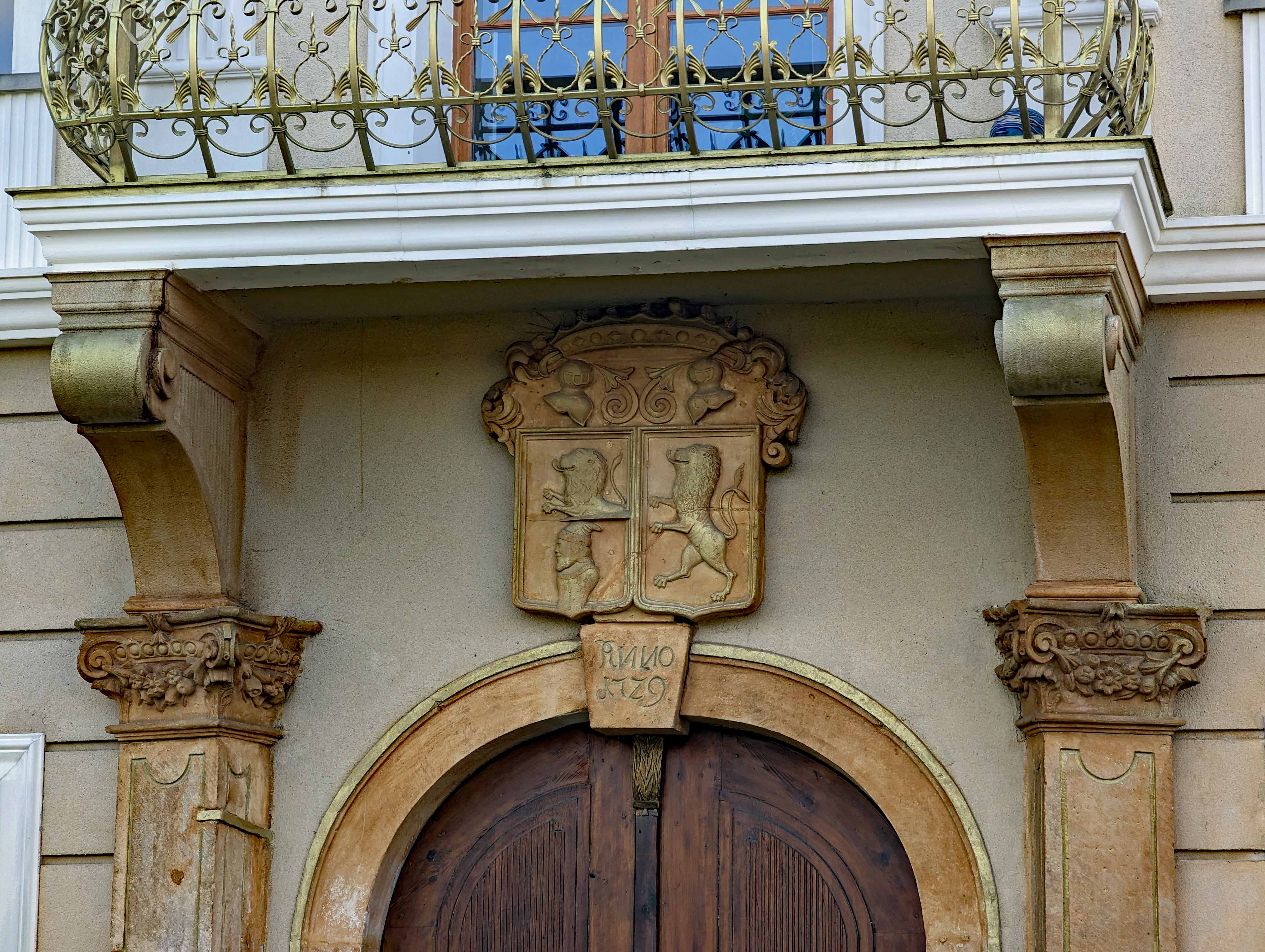
Kartusz z herbami Schlieffen i Schönberg
Herb von Schlieffen
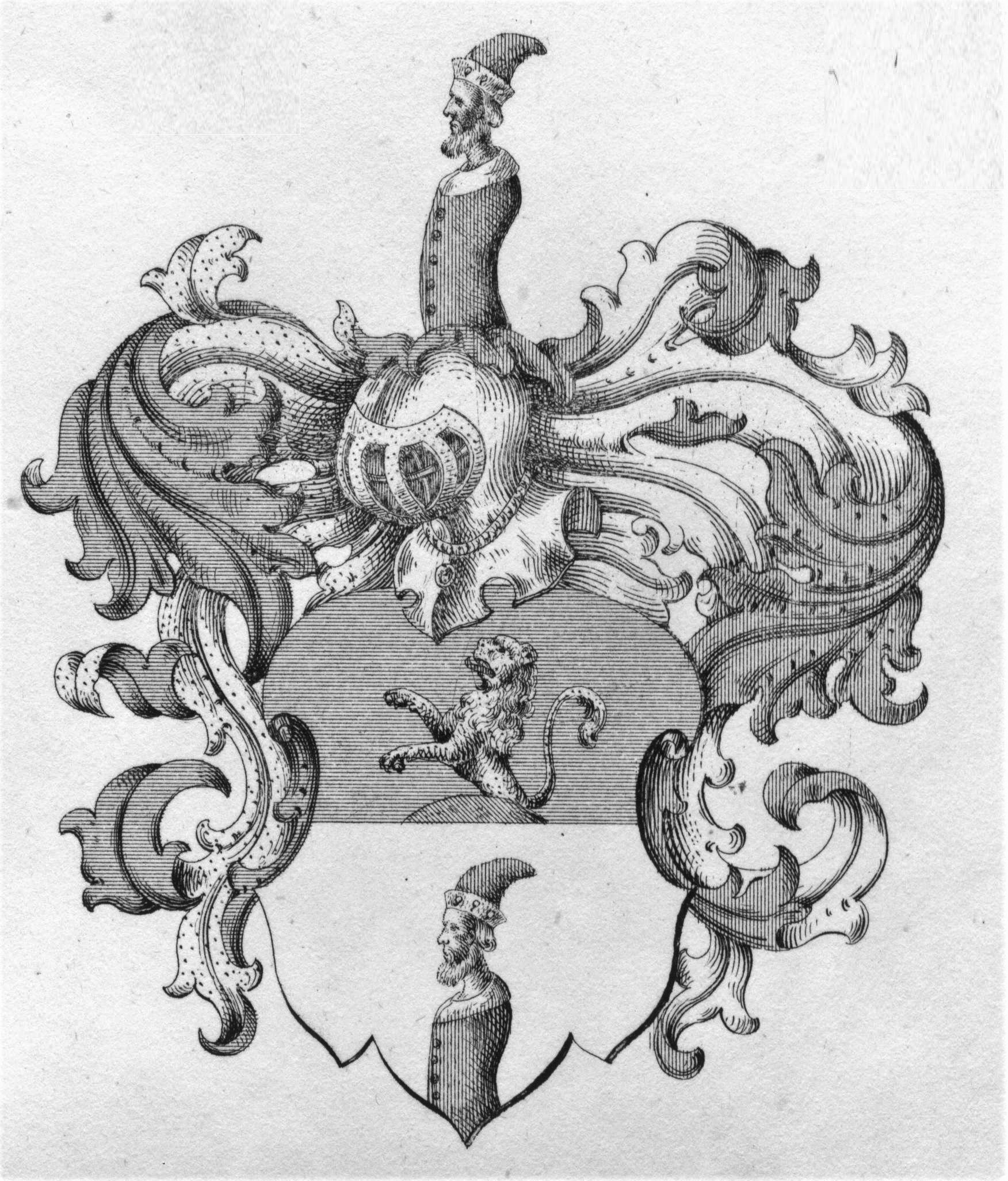
Herb Fryderyka von Schlieffen
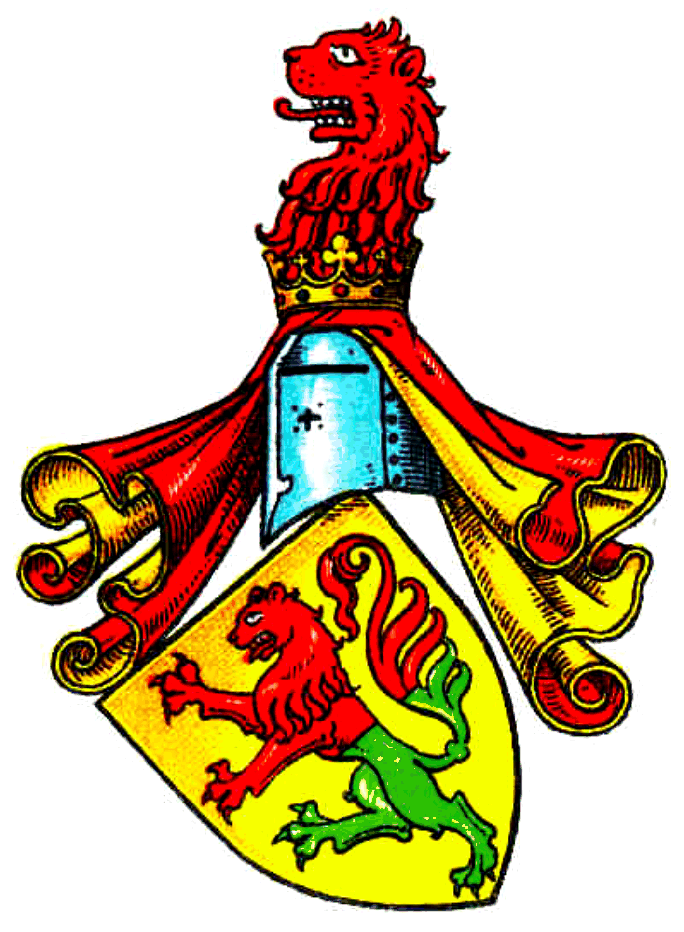
Herb Augusty von Schönberg